# Koninkrijksmunt
Het Koninkrijk der Nederlanden bestond in 2004 uit drie afzonderlijke landen: Nederland, Aruba en Nederlandse Antillen. De speciale relatie tussen deze landen werd in 1954 bezegeld in het zogeheten Statuut voor het Koninkrijk der Nederlanden.
Ter gelegenheid van het vijftigjarig jubileum sloeg de Koninklijke Nederlandse Munt, in opdracht van het ministerie van Financiën, in 2004 een speciale herdenkingsmunt, de Koninkrijksmunt. Dit is een unieke herdenkingsmunt met een waarde van € 5,- die eenmalig werd uitgebracht en uitsluitend in Nederland als wettig betaalmiddel geldig is.

## Ontwerp en ontwerper
Het ontwerp van deze zilveren 5 euromunt is van de hand van Rudy J. Luijters. Hij liet zich voor de portretzijde inspireren door de kennismakingsrede van koningin Beatrix in 1980.
Om de warme relatie tussen Nederland, Aruba en de Nederlandse Antillen te beklemtonen, sprak ze de staten van de Nederlandse Antillen niet alleen toe in het Nederlands, maar ook in het Papiaments en het Engels, de drie voertalen binnen het Koninkrijk.
Rondom het portret van de koningin staat dan ook niet alleen Beatrix Koningin der Nederlanden, maar ook de vertaling in het Papiaments (Reina di Reino Hulandes) en het Engels (Queen of the Netherlands). Daarmee staat het ontwerp symbool voor de erkenning van zelfstandigheid en culturele eigenheid binnen het gemeenschappelijke koninkrijk.
Ook voor het ontwerp van de achterzijde is gekozen voor een gemeenschappelijk element: appeltjes van oranje, die verwijzen naar het Huis van Oranje. In het verleden was de oranjetak te vinden op diverse Nederlandse munten. En tot op de dag van vandaag komt de tak voor op de muntstukken van 10, 25 en 50 cent van de Nederlandse Antillen.
Naast de Nederlandse Koninkrijksmunt hebben Aruba een 5 florin-Koninkrijksmunt en de Nederlandse Antillen een 5 gulden-Koninkrijksmunt uitgegeven, die daar ook wettige betaalmiddelen zijn.

## De Koninkrijksverzamelmunten

### Nederland

#### 5 euromunt
- Metaal: zilver 925/1000
- Gewicht: 11,9 gram
- Diameter: 29 millimeter
- Kwaliteit: Proof
- Nominale waarde: € 5,-
- Ontwerp: Rudy J. Luijters

#### 10 euromunt
- Metaal: goud 900/1000
- Gewicht: 6,72 gram
- Diameter: 22,5 millimeter
- Kwaliteit: Proof
- Nominale waarde: € 10,-
- Ontwerp: Rudy J. Luijters

### Nederlandse Antillen

#### 5 guldenmunt
- Metaal: zilver 925/1000
- Gewicht: 11,9 gram
- Diameter: 29 millimeter
- Kwaliteit: Proof
- Nominale waarde: ANG 5,-
- Ontwerp: Ans Mezas-Hummelink

#### 10 guldenmunt
- Metaal: goud 900/1000
- Gewicht: 6,72 gram
- Diameter: 29 millimeter
- Kwaliteit: Proof
- Nominale waarde: ANG 10,-
- Ontwerp: Ans Mezas-Hummelink

### Aruba

#### 5 florinmunt
- Metaal: zilver 925/1000
- Gewicht: 11,9 gram
- Diameter: 29 millimeter
- Kwaliteit: Proof
- Nominale waarde: AWG 5,-
- Ontwerp: Evelino Fingal

#### 10 florinmunt
- Metaal: goud 900/1000
- Gewicht: 6,72 gram
- Diameter: 29 millimeter
- Kwaliteit: Proof
- Nominale waarde: AWG 10,-
- Ontwerp: Evelino Fingal

Gulden herdenkingsmunten:

Dubbelkop 1980 · Unie van Utrecht · Voetbalvijfje

Nederlandse euro-herdenkingsmunten:

herdenkingsmunten van € 2: Erasmusmunt · Dubbelkop Beatrix-Willem-Alexander · 200 jaar koninkrijk

meerwaardeherdenkingsmunten:

Zilveren vijfjes: Vincent van Gogh Vijfje · Europamunt · Koninkrijksmunt · Vredes Vijfje · Belasting Vijfje · Australië Vijfje · Rembrandt Vijfje · Michiel de Ruyter Vijfje · Architectuur Vijfje · Manhattan Vijfje · Japan Vijfje · Max Havelaar Vijfje · Waterland Vijfje · Schilderkunst Vijfje · Muntgebouw Vijfje · WNF Vijfje · Tulpen Vijfje · Beeldhouwkunst Vijfje · Grachtengordel Vijfje · Vrede van Utrecht Vijfje · Rietveld Vijfje · Vredespaleis Vijfje · De Nederlandsche Bank Vijfje · Van Nelle Vijfje · Waterloo Vijfje · Wadden Vijfje · Jheronimus Bosch Vijfje · Stelling van Amsterdam Vijfje · Johan Cruijff Vijfje · Fanny Blankers-Koen Vijfje · Schokland Vijfje · Wageningen Universiteit Vijfje · Luchtvaart Vijfje · Beemster Vijfje · Market Garden Vijfje · Jaap Eden Vijfje

Zilveren tientjes: Huwelijksmunt · Geboortemunt · Jubileummunt · Koningstientje · Verjaardagstientje
Caribisch Nederland: BES-dollar (2011, 2013)